# Marta Sanz-Solé
Pour les articles homonymes, voir Sanz et Solé.
Marta Sanz-Solé, née le 19 janvier 1952 à Sabadell en Catalogne, est une mathématicienne et universitaire espagnole, spécialiste de la théorie des probabilités. Elle réalise sa carrière universitaire comme professeure à l'université de Barcelone.

## Formation et carrière
Marta Sanz-Solé commence ses études de mathématiques en 1969 à l'université de Barcelone. Elle y obtient son doctorat sous la direction de David Nualart en 1978, avec une thèse intitulée Stochastic calculus for processes with a multidimensional parameter. 
Elle est ensuite assistante à l'université polytechnique de Catalogne,  professeure assistante à l'université autonome de Barcelone de 1979 à 1983, professeure adjointe puis professeure titulaire à l'université de Barcelone. Elle est doyenne de la faculté de mathématiques de 1993 à 1996 et vice-présidente de l'université pour les sciences et les mathématiques en 2002-2003. Elle dirige le comité scientifique de l'école doctorale de l'université (BGSMath) à partir de 2015, et dirige l'école doctorale de mai 2018 à octobre 2019. 
Elle a été professeure invitée et scientifique invitée dans différentes universités françaises, au Mathematical Sciences Research Institute, à l'Institut Mittag-Leffler, à l'Institut Isaac Newton, à l'École polytechnique fédérale de Lausanne, à l'École normale supérieure de Pise, à l'université de Caroline du Nord, à Messine, Padoue.

## Activités de recherche et engagements institutionnels
Elle s'intéresse particulièrement aux équations différentielles stochastiques partielles et ordinaires (y compris les équations d'ondes stochastiques) et à l'analyse stochastique (calcul de Malliavin), aux champs aléatoires, à l'analyse dans les espaces de Wiener, à la théorie des grands écarts, aux approximations numériques et à la théorie du potentiel, aux trajectoires d'échantillonnage des processus stochastiques, à la théorie des chemins approximatifs. 
En 2011, elle est devenue membre de l'Institut de statistique mathématique,. 
En novembre 2016, elle est élue membre de l'Institut des Études Catalanes. En 2017 elle est lauréate de la médaille de la Société royale mathématique espagnole pour ses contributions scientifiques ses activités et postes internationaux. La même année, elle est élue membre honoraire du Catalan College of Economists. En janvier 2019, elle devient membre de l'Académie royale des arts et des sciences de Barcelone. 
Elle est l'une des organisatrices du Congrès international des mathématiciens en 2006 à Madrid (présidente du comité local du programme). 
De 2011 à 2014, elle est présidente de la Société mathématique européenne, et de 1997 à 2004 au sein de son comité exécutif et en 2015/16 au comité du prix Abel. 
Elle siège au comité des membres de l'Institut de statistique mathématique (2012-2014). Elle est membre du conseil scientifique de l'Institut Henri-Poincaré, de la Fondation Sciences Mathématiques de Paris (FSMP), du Centre international Banach pour les mathématiques (de) (2010-2014), du Centre de recherche mathématique de Barcelone, de l'École Polytechnique et du Centre international de rencontres mathématiques (CIRM) à Luminy).
Elle est éditrice associée de la revue The Annals of Probability depuis 2015.

## Prix et distinctions
- 1998 : médaille Narcís Monturiol décernée par la Généralité de Catalogne[16].
- 2017 : Médaille de la Société royale mathématique espagnole[17].

## Publications
- « Malliavin calculus : with applications to stochastic partial differential equations », EPFL Press, CRC Press 2005[18]
- avec Robert Dalang : « Hitting probabilities for non-linear systems of stochastic waves », Memoirs AMS, 2015
- avec Robert Dalang : « Hölder-Sobolev regularity of the solution to the stochastic wave equation in dimension three », Memoirs AMS 2009
- « Applications of Malliavin calculus to SPDE's », in : Stochastic partial differential equations and applications (Trento, 2002), Marcel Dekker 2002, p. 429-442.